# Risque sismique en France
| |  |  |
| Cartes des failles actives et de la sismicité historique en France métropolitaine élaborées par les scientifiques du Résif. Comme ses pays voisins de l'Europe de l'Ouest, l'Hexagone peut être défini comme une région continentale stable à fort héritage structural du socle. Cet héritage (failles, épaisseur et composition de la croûte) joue un rôle primordial dans le rejeu de grandes failles héritées de phases tectoniques antérieures et qui contrôlent la sismicité actuelle. |  |  |

Le risque sismique en France est la possibilité qu'un aléa de type séisme se produise et occasionne des dommages plus ou moins importants aux enjeux humains, économiques ou environnementaux situés sur le territoire national français. Classé dans la catégorie des risques naturels majeurs, il fait l'objet d'un suivi continu, d'un cadre réglementaire de prévention et d'une information de la population. Une organisation des secours a par ailleurs été mise en place pour faire face à d'éventuelles catastrophes.
La France, à l’exception des Antilles et d'autres archipels français, est un pays à sismicité modérée. Chaque année, le territoire français est soumis à une centaine de séismes d’une magnitude supérieure à 3 et une vingtaine de magnitude supérieure à 3,5. Les données historiques  sont rassemblées dans une base accessible par Internet, dénommée Sisfrance. Elles sont complétées des données instrumentales recueillies et analysées par le réseau national de surveillance sismique (RéNaSS) basé à Strasbourg qui localise environ 1 300 séismes par an en France métropolitaine et dans les zones frontalières.
La réglementation en matière de construction parasismique a périodiquement évolué. Un nouveau cadre réglementaire a en particulier été mis en place en 2011. Le zonage sismique en vigueur depuis 1991 a lui-même été modifié à cette occasion.
L'information de la population est faite via différents vecteurs. Le dossier départemental des risques majeurs (DDRM) recense à l’échelle d’un département l’ensemble des risques majeurs par commune, dont le risque sismique. Le document d'information communal sur les risques majeurs (DICRIM) précise au niveau communal ces risques.

## Aléa sismique en France
La France, à l’exception des Antilles, est un pays à sismicité modérée. La France métropolitaine et de nombreux territoires d'outre-mer sont en effet relativement éloignés de la frontière des plaques tectoniques. Les déformations tectoniques dans la France hexagonale, principalement dues à la collision de la plaque eurasiatique avec la plaque africaine, sont assez faibles (de l'ordre du millimètre par an), par rapport à d'autres pays du bassin méditerranéen, « ce qui entraîne une sismicité modérée (avec des magnitudes généralement très inférieures à 6) et inhomogène sur le territoire. Les régions les plus exposées sont les chaînes montagneuses du Jura, des Vosges et des Alpes, les Pyrénées et, dans une moindre mesure, le Massif central, le Massif armoricain, la Provence et la Corse. Les bassins parisien et aquitain sont, quant à eux, quasi asismiques ».
Les séismes y sont toutefois relativement fréquents et le risque sismique doit être pris en compte. Chaque année, le territoire français est soumis à une centaine de séismes d’une magnitude supérieure à 3 et une vingtaine de magnitude supérieure à  3,5 alors que plusieurs milliers sont recensés dans l’ensemble du bassin méditerranéen. En termes d’intensités, permettant une bonne comparaison des dommages, les séismes les plus fréquents s’échelonnent entre I et V. Dans ce cas, même les constructions ordinaires ne sont pas endommagées.
Aux Antilles, la sismicité est plus forte et ce risque y est désormais reconnu comme le premier risque naturel. Plusieurs séismes destructeurs s’y sont produits notamment celui du 11 janvier 1839 (plus de 300 morts en Martinique) et celui du 8 février 1843 (plus de 3 000 morts en Guadeloupe). La Polynésie française est située dans une zone intraplaque et connaît une sismicité faible à modérée. La Nouvelle-Calédonie se trouve au voisinage de la zone de subduction des Nouvelles-Hébrides (la plaque australienne plonge sous le bassin Nord Fidjien), où règne une activité sismique intense. Enfin, les îles de Wallis et Futuna sont localisées à proximité de la zone de subduction des Tonga et du Bassin de Lau où règne une sismicité importante.

### Données historiques
La connaissance de la sismicité historique en France repose sur une analyse documentaire d'archives historiques. Tous les documents susceptibles de fournir des informations sont analysés : des chroniques du Haut Moyen Âge au simple Livre de raison du XVe siècle écrit par un scribe, des annotations des registres paroissiaux aux premières discussions scientifiques, de la presse ancienne à l’actuelle, des premiers catalogues de séismes du XIXe siècle aux publications scientifiques récentes. L'analyse de ces différents documents conduit à définir pour chaque événement un épicentre et une intensité associée.
Les données sont rassemblées dans une base accessible par Internet, dénommée Sisfrance. Cet inventaire, géré par le BRGM, associé à EDF et à l'IRSN, rassemble tous les séismes identifiés à ce jour sur le territoire national et sur ses marges frontalières depuis plus de 1 000 ans. Environ 6 000 séismes sont répertoriés, le plus ancien datant de l’an 465 dans la vallée du Rhône. Créée en 1976 et continuellement actualisée, il s'agit actuellement de la plus importante base de données de ce type au niveau européen. Elle comprend plus de 10 000 références documentaires et détaille plus de 100 000 observations (localités témoignant des effets d’une secousse). Elle est complétée par des bases de données spécifiques aux Antilles françaises et aux archipels des Mascareignes et des Comores.

### Données instrumentales
La surveillance sismique instrumentale se fait à partir de stations sismologiques réparties sur l’ensemble du territoire national et regroupées sous forme de réseaux (Géoscope, Sismalp, RAP, etc.) : ces derniers sont gérés par divers organismes (EOST, IPGP, CEA, etc.) par l’intermédiaire de deux réseaux principaux : le Laboratoire de Détection et de Géophysique (LDG) du CEA et le réseau national de surveillance sismique (RéNaSS), géré par l'institut de physique du globe de Strasbourg. Les données collectées par les sismomètres sont centralisées par le Bureau central de la sismicité française (BCSF), qui en assure la diffusion. Le schéma ci-contre illustre les relations entre les différents organismes concernés et les niveaux de compétence. Ce suivi de la sismicité française permet d’améliorer la connaissance de l’aléa régional, voire local en appréciant notamment les effets de site.

### Plus grands séismes en France

#### Séismes historiques (avant 1962)
Les plus anciens séismes mortels en France se sont produits en :
- 1227 : Aix-en-Provence et Lambesc (séisme contesté) (intensité X : 5 000 morts) ;
- 1248 : Savoie (9 000 morts). Note : la catastrophe (gigantesque éboulement) dans la nuit du 24 au 25 novembre 1248 n'est très probablement pas due à un séisme (voir l'article Mont Granier) ;
- 1556 : Comté de Nice (intensité IX-X : 150 morts) ;
- 1564 : Roquebillière, Comté de Nice (intensité VIII : 500 morts).
- 8 février 1843 : Guadeloupe (intensité IX : 3000 morts). L'un des séismes les plus puissants jamais ressentis aux petites Antilles et le plus fort dans l'ensemble du territoire français (Métropole et Outre-Mer), d'une magnitude estimée entre 8,0 et 8,3 ébranle pendant près de 90 longues secondes la Guadeloupe et les petites Antilles, ce qui provoque la mort de plus de 3 000 personnes dans l'arc. Les intensités sont de IX sur l'ensemble du territoire guadeloupéen mais aussi à Antigua et Barbuda. En Martinique l'intensité atteint toujours VI-VII. Il est ressenti jusque dans le sud de la Floride aux États-Unis. Un rapport du BRGM datant de mars 1985 révise la magnitude entre 7,5 et 8,0 en tenant compte de la loi d'atténuation macrosismique mais estime que la magnitude devrait être supérieure à 7,7. Cette magnitude plus faible aurait alors expliqué l'absence de tsunami ou de subsidence notable. La magnitude du séisme reste matière à débat puisque de plus récentes études (Feuillet en 2011 et Hough en 2013) suggèrent une magnitude de 8,5. Hough explique l'absence de tsunami d'envergure soit par une profondeur élevée, soit par un mécanisme transformant. Jusqu'alors le séisme du 8 février 1843 qui a touché la Guadeloupe avait toujours été envisagé comme un séisme de subduction inter-plaques.
- 11 juin 1909 : tremblement de terre (M=6,2), le plus meurtrier qu'ait connu la France au XXe siècle (46 victimes), en Provence, qui provoqua des destructions dans les villes de Salon-de-Provence, Vernègues, Lambesc, Saint-Cannat et Rognes ;

#### Séismes enregistrés instrumentalement (après 1962)
Les plus récents séismes en France se sont produits les :
- 13 août 1967 : séisme d'Arette (Pyrénées-Atlantiques) qui détruisit le village à 80 % et tua une personne ;
- 15 juillet 1996 : séisme d'Epagny-Annecy (Haute-Savoie) : d'une magnitude estimée entre 5,2 et 5,3, il a été ressenti par une grande partie de la population et a occasionné des dégâts estimés à l'époque à 60 millions d'euros : nombreuses cheminées détruites ou tombées, voitures endommagées, des immeubles lézardés. Il s'agit du dernier séisme en France métropolitaine ayant occasionné autant de dégâts ;
- 21 novembre 2004 : la Guadeloupe a été touchée par le plus important séisme enregistré dans l'archipel depuis plusieurs décennies. À 11 h 41 min 8 s (temps universel, 7 h 41 heure de Guadeloupe), un séisme évalué à 6,3 sur l’échelle de Richter s'est produit dans l'arc des Petites Antilles entre les îles de la Guadeloupe et la Dominique. Sur l'île de la Guadeloupe, le séisme a été particulièrement ressenti à Basse-Terre. Les dégâts matériels sont très importants. Le bilan humain fait état d’un mort et de quelques blessés[14] ;
- 29 novembre 2007 : la Martinique fut touchée par un séisme d'une magnitude de 7,4 sur l'échelle de Richter qui a frappé toute l'île[15] ;
- 11 novembre 2019, 11:52 : séisme d'une magnitude de 5.4 sur l'échelle de Richter, dans la Drôme et l'Ardèche, l'épicentre se trouvant à 9 km de Montélimar. Plusieurs blessés graves notamment dans la ville du Teil où l'épicentre était juste à 4km[16].

### Failles actives, risque à réévaluer
En 2020, à la suite du séisme de 2019 dans le Sud-Est de la France (aussi dit séisme du Teil), des scientifiques estiment que le risque sismique lié aux failles doit être réévalué en France.

## Risque sismique
Le risque sismique est défini comme la combinaison entre l’aléa sismique d’une part, et la vulnérabilité des enjeux exposés d’autre part (bâtiments, infrastructures, superstructures, populations, etc). Son évaluation nécessite de connaître d’une part la probabilité de faire face à un séisme d’une certaine ampleur à un endroit donné (évaluation de l’aléa), et d’autre part d’évaluer la vulnérabilité aux séismes de ces enjeux sur un territoire défini.

### Zonage sismique
L’évaluation de l’aléa est définie par une carte de zonage sismique nationale réglementaire. Le territoire national est découpé en plusieurs zones en fonction des niveaux de sismicité possibles. 

#### Zonage de 1991

Zonage sismique en vigueur en France de 1991 à 2011

Un premier zonage sismique a été établi parallèlement à la réglementation de 1969. Il a été suivi par un zonage élaboré en 1985, sur la base des données sismiques connues en 1984, et qui est entré en vigueur avec le décret du 14 mai 1991. Le territoire national est alors divisé en cinq zones de sismicité croissante (0, Ia, Ib, II et III). 5 000 communes environ sont alors situées dans une zone sismique de nature très faible à forte (zones Ia à III).
La démarche suivie pour élaborer cette carte est une démarche dite « empirico-statistique ». Elle consiste à prendre en compte les données sismiques disponibles, leur nombre étant insuffisant pour permettre une étude probabiliste, complétées par des appréciations qualitatives et subjectives des niveaux d’aléa pour les différentes zones sismiques établies par des experts.
Les cinq types de zones sont définis ci-après. La carte est celle figurant ci-contre. L’unité de territoire élémentaire est le canton, selon le découpage cantonal en vigueur au 1er janvier 1989.
| Type de zone | Niveau                | Définitions |
| ------------ | --------------------- | --- |
| Zone 0       | Sismicité négligeable | Aucune secousse d'intensité au moins égale à VIII n'y a été observée historiquement ; les règles parasismiques ne sont pas obligatoires. |
| zone Ia      | Sismicité très faible | Pas de séisme d’intensité supérieure ou égale à VIII connu, mais de faibles déformations tectoniques récentes existent. La période de retour des séismes d’intensité VIII est supérieure à 250 ans. La période de retour des séismes d’intensité VII est supérieure à 75 ans. |
| Zone Ib      | Sismicité faible      | Au moins un séisme d’intensité VIII ou VIII-IX connu. La période de retour des séismes d’intensité VIII est supérieure à 250 ans. La période de retour des séismes d’intensité VII est supérieure à 75 ans.                                                                   |
| Zone II      | Sismicité moyenne     | La période de retour des séismes d’intensité égale à VIII est inférieure à 250 ans. La période de retour des séismes d’intensité VII est inférieure à 75 ans. |
| Zone III     | Sismicité forte       | Zone limitée aux départements de la Guadeloupe et de la Martinique, où la sismicité relève d'un contexte différent, celui d'une frontière de plaques tectoniques |

#### Zonage de 2011 (bâtiments à risque normal)

Zonage sismique en vigueur en France depuis le 1er mai 2011, à la suite du décret du 22 octobre 2010. Ce zonage sert exclusivement pour l'application des mesures de prévention du risque sismique aux bâtiments, équipements et installations de la classe dite « à risque normal ».

Avec l’amélioration des connaissances en matière de sismicité historique et instrumentale depuis 1984, mais aussi en raison de l’entrée en vigueur du nouveau code européen de construction parasismique, l’Eurocode 8, il était nécessaire de redéfinir le zonage sismique de 1991. Un nouveau zonage est ainsi entré en vigueur à compter du 1er mai 2011, à la suite du décret n° 2010-1255 du 22 mai 2010.
Grâce aux connaissances géologiques et sismologiques acquises en 25 ans, un zonage sismotectonique a pu être établi, c’est-à-dire un découpage en zones où la sismicité est considérée comme homogène. Puis une analyse probabiliste des évènements sismiques a pu être faite sur l’ensemble du territoire national. Il s’agissait de calculer la probabilité qu’un mouvement sismique donné se produise au moins une fois en un endroit et une période de temps donné, la période de retour préconisée par les EC8 étant de 475 ans.
Plusieurs cartes d’iso-accélération correspondant à différents niveaux de probabilités annuelles ont été établies. Concernant les ouvrages à risque normal, à savoir, selon le décret du 14 mai 1991, « les bâtiments, les équipements et les installations pour lesquels les effets sur les personnes, les biens et l'environnement de dommages même mineurs résultant d'un séisme sont circonscrits à leurs occupants et à leur voisinage immédiat », l'ensemble des probabilités d’occurrences de l’événement sismique est de 10 % d’ici 50 ans. L’événement sismique de référence est traduit en termes d’accélération du sol, variable de 0,4 m/s2 à 1,6 m/s2 en métropole, et atteignant 3 m/s2 anx Antilles. C’est cette accélération nominale qui est prise en compte pour l’application des règles de constructions parasismiques.
L'unité territoriale élémentaire n'est plus le canton, mais la commune, ce qui permet une meilleure appréciation de l'aléa sismique. La référence est celle des délimitations administratives issues du code officiel géographique de l’Institut national de la statistique et des études économiques, en vigueur à la date du 1er janvier 2008. Le nombre de communes concernées par la réglementation parasismique (zones 2 à 5) est désormais de plus de 21 000, soit bien plus que les 5 000 de l'ancien zonage.
La dénomination des zones change et aucune zone n'est désormais considérée comme absente de tout aléa sismique. La zone 5 correspond au niveau d’aléa le plus élevé et concerne les Antilles françaises. La métropole et les autres DOM présentent quatre zones sismiques, de la zone 1 de sismicité très faible (bassin aquitain, bassin parisien, etc.) à la zone 4 de sismicité moyenne (fossé rhénan, massifs alpin et pyrénéen).
| Type de zone | Niveau                | Définitions (bâtiment à risque normal) |
| ------------ | --------------------- | -------------------------------------- |
| Zone 1       | Sismicité très faible | accélération = 0,4 m/s2                |
| zone 2       | Sismicité faible      | accélération = 0,7 m/s2                |
| Zone 3       | Sismicité modérée     | accélération = 1,1 m/s2                |
| Zone 4       | Sismicité moyenne     | accélération = 1,6 m/s2                |
| Zone 5       | Sismicité forte       | accélération = 3 m/s2                  |

### Zonage sismo-tectonique

Zonage sismo-tectonique de 2006, servant à l'évaluation du risque sismique pour les installations à risque spécial, comme les installations nucléaires

Pour caractériser plus précisément l'aléa sismique concernant les installations à risque spécial, des cartes sismo-tectoniques sont établies. À partir de l'analyse des paramètres géologiques et sismologiques de l'ensemble des séismes et paléoséismes qui se sont historiquement produits, le territoire national a été découpé en zones considérées comme homogènes du point de vue de leur potentiel à générer des séismes. Dans chacune de ces zones, on considère tous les séismes qui s’y sont produits peuvent s’y reproduire à l’avenir en n’importe quel endroit de la zone.
Cette carte évolue en fonction de la connaissance des séismes historiques et de la compréhension de leur mécanisme.

## Réglementation parasismique

### Historique
Historiquement les premiers calculs de dimensionnement au séisme prenaient en compte des forces horizontales uniformément réparties sur toute la hauteur des constructions, par analogie avec l'action du vent sur les constructions. Mais il est devenu assez rapidement évident que cette action devait tenir compte du poids des constructions et les règles ont évolué vers la définition d'un pourcentage de l'accélération de la pesanteur à appliquer aux masses, coefficient constant sur la hauteur, en d'autres termes les forces horizontales de calcul correspondaient à un pourcentage du poids des constructions. Les premières recommandations dans le domaine de la prévention du risque sismique pour les constructions, dites « Recommandations AS 55 », publiées en 1955 à la suite du séisme d'Orléansville (Algérie) définissaient de tels pourcentages, variables suivant les zones de séismicité et suivant la hauteur des bâtiments.
Le cadre réglementaire a ensuite régulièrement évolué en fonction d'événements internationaux ou en lien avec l'évolution réglementaire internationale. En 1962 paraissent les règles parasismiques PS 62/64 après le séisme d'Agadir (Maroc) qui a eu lieu le 29 février 1960 et fait de 12 000 à 15 000 morts, soit environ un tiers de la population, et environ 25 000 blessés. En 1969 ces règles ont été transformées en Document technique unifié (DTU), les règles PS 69, résultat d’un consensus entre les professionnels du bâtiment et les pouvoirs publics.
Elles sont complétées en 1982 par un addenda pour constituer les règles PS 69/82 (DTU P 06-003), à la suite des enseignements tirés du séisme d'El Asnam (Algérie) en 1980. Un classement en cinq catégories dépendant du nombre de personnes admises simultanément dans un établissement est introduit. La 5e catégorie n'est pas concernée, c'est celle où le nombre de personnes est le plus faible. L'arrêté du 6 mars 1981 s'impose en particulier  pour les habitations individuelles en zone de séismicité 3 des règles PS69, c'est-à-dire maximum 1 étage sur rez-de-chaussée aux Antilles, et pour les habitations collectives en zone de séismicité 2 et 3 des règles PS69, c'est-à-dire à partir de 2 étages sur rez-de-chaussée aux Antilles et dans certaines zones de la Métropole.
Les règles PS 92 les remplacent en 1992, à la suite de différents grands séismes des années 1980  (Mexico en 1985, Spitak en Arménie en 1988, Loma-Prieta en Californie en 1989). Elles sont complétées par les  règles PS-MI89/92, plus simplifiées, et qui ne concernent que les maisons individuelles.
Enfin un nouveau cadre apparaît le décret du 22 octobre 2010 prenant en compte les évolutions techniques en matière de construction parasismique fondées sur les règles Eurocode 8 (EC8), pour une harmonisation des normes au niveau européen.

### Bâtiments à «risque normal»
La réglementation applicable à partir du 1er mai 2011 définit quatre classes de bâtiments à « risque normal » :
- Classe I : ceux dont la défaillance ne présente qu'un risque minime pour les personnes ou l'activité socio-économique ;
- Classe II : ceux dont la défaillance présente un risque dit moyen pour les personnes ;
- Classe III : ceux dont la défaillance présente un risque élevé pour les personnes et ceux présentant le même risque en raison de leur importance socio-économique ;
- Classe IV : ceux dont le fonctionnement est primordial pour la sécurité civile, pour la défense ou pour le maintien de l'ordre public.

### Installations classées et bâtiments à «risque spécial»
La catégorie des installations à risque spécial comprend, selon le décret du 14 mai 1991, « les bâtiments, les équipements et les installations pour lesquels les effets sur les personnes, les biens et l'environnement de dommages même mineurs résultant d'un séisme peuvent ne pas être circonscrits au voisinage immédiat desdits bâtiments, équipements et installations ».